# 小川南バイパス
小川南バイパス（おがわみなみバイパス）は、栃木県那須郡那珂川町小川内を通る国道294号（国道400号重複）のバイパスである。

## 概要
那珂川町小川地区内の人家が連たんし、狭隘で線形の屈曲しているそれまでの道路を迂回するバイパス。安全で円滑な交通を確保する目的で建設された。
- 起点：栃木県那須郡那珂川町小川（若鮎大橋西交差点）
- 終点：栃木県那須郡那珂川町小川（舟戸交差点）
- 車線数：片側1車線
- 総距離：0.8 km
- 幅員：15 m（車道6.5 m、歩道3.5 m × 2）
- 総事業費：8億円

## 沿革
- 2008年（平成20年）：事業着手
- 2013年（平成25年）9月29日：午後2時全線開通

## 交差する道路
- 国道293号（若鮎大橋西交差点）
- 栃木県道52号矢板那珂川線（舟戸交差点）